# Choujin X
Choujin X (超人X? lett. "Superuomo X") è un manga seinen scritto e disegnato da Sui Ishida, serializzato sul sito Tonari no Young Jump di Shūeisha a partire dal 10 maggio 2021. Il manga viene contemporaneamente pubblicato in lingua inglese su Manga Plus, app della casa editrice. In Italia i diritti della serie sono stati acquistati da Edizioni BD che la pubblica sotto l'etichetta J-Pop a partire dal 1º marzo 2023.

## Trama
Lo studente Tokio Kurohara lavora al fianco del suo amico d'infanzia Azuma Higashi per combattere le ingiustizie che hanno luogo nella loro città. A differenza di Tokio, Azuma è fisicamente capace di lottare contro i delinquenti comuni, ma ci sono degli avversari che nemmeno lui è in grado di combattere: i Choujin, esseri umani dai poteri soprannaturali. Un giorno, durante uno scontro contro un delinquente, i due si iniettano una droga che consente la trasformazione in Choujin. Mentre sembra che la droga non faccia effetto su Azuma, a Tokio spunta un becco. Temendo di essere visto, il ragazzo deve capire come celare la sua nuova identità. Ma qualcuno ha scoperto il segreto dei due amici.

### Choujin
I Choujin (超人? lett. "Superuomo") sono individui dotati di abilità sovrumane. Per diventare Choujin bisogna possedere un'attitudine giusta, che renda in grado di controllare le cellule pluripotenziali presenti nel proprio corpo. Si stima infatti che solo una persona ogni mille possieda l'inclinazione adatta a diventare un Choujin.
Le abilità di un Choujin sono influenzate dalle emozioni, desideri e dalla visione della realtà delle persone, prendendo la forma più adatta a loro. Questi poteri possono essere ereditati, trasmessi per infezione o risvegliati in condizioni di forte stress psicofisico, in cui, a seguito del risveglio dal primo stato di "Chaos", si diventa concretamente un Choujin. Un gruppo particolare sono i Choujin Bestiali, in grado di manifestare tratti tipici degli animali (come corsa, volo, olfatto), parlare con loro e persino di trasformarsi, parzialmente o del tutto, in bestie umanoidi.
La forza di questi poteri sembra essere influenzata dall'età e dalla salute del soggetto. Nel momento in cui attivano le loro abilità emettono un particolare segnale che solo i loro simili possono percepire.
Nel corso della storia i Choujin sono sempre esistiti a fianco del genere umano come incredibili artisti, filosofi, condottieri o inventori.
- "Raise": un'abilità fondamentale dei Choujin che fonde distruzione e creazione e permette di rinascere a seguito di ferite mortali, rigenerando completamente il corpo. Normalmente può essere attivata due o tre volte al giorno ma dipende dall'energia e dalla forza di volontà del soggetto. La conseguenza di questo potere è la graduale perdita di umanità ad ogni utilizzo, andando sempre più vicino alla morte e dovendo superare i propri limiti umani per rinascere, la loro forma e mentalità diventa sempre più simile allo stato di Choujin.
- "Chaos": uno stato di berserker in cui le abilità del Choujin prendono il controllo e la loro ossessione li porta a perdere il senso di sé, anche permanentemente. Possono essere una conseguenze di forte stress o emozioni, per i Choujin registrati esistono infatti licenze per scariche improvvise, ma alcuni soggetti trattano questa condizione come un altro modo per acquisire potere, perdendo volontariamente la loro umanità ed arrivando persino a credersi dei. Alcune organizzazioni religiose ritengono che i Choujin esistano come tramite per raggiungere dio e che lo stato di "Chaos" sia la strada per avvicinarsi al divino e all'illuminazione.

Sembra che per ogni generazione esista un singolo Choujin con un potere in grado di spezzare ogni equilibrio, come Quiem "Choujin della Guerra", Sora "Bestia Benedetta" e Bill Morse "Imperatore Immortale". Vengono chiamati Choujin X e a seconda della loro indole possono diventare una salvezza per le persone o portatori di calamità e distruzione.

## Personaggi

### Personaggi principali
Tokio Kurohara (黒原 トキオ?, Kurohara Tokio)
Giovane studente delle superiori piuttosto rilassato ed ingenuo, non si preoccupa affatto delle lezioni e apparentemente non ha alcuna motivazione per distinguersi in qualche modo. Preferirebbe restare all'ombra del suo amico Azuma, che gode di enorme popolarità ed eccelle in ogni campo. Questo suo atteggiamento è dovuto in parte ad un episodio della sua infanzia, quando, da bambini, i due andarono ad uno zoo con la scuola, e gli fu chiesto di disegnare un animale che li rappresentasse. Mentre Azuma veniva paragonato ad un leone, gli altri bambini hanno deciso di prenderlo in giro paragonandolo a un avvoltoio, un animale apparentemente negativo, facendolo piangere, fino a che Azuma gli spiegò di vedere tale animale in modo più positivo. L'evento lo ha segnato molto, tanto che quando assunse la droga per divenire un Choujin si trasformò in un "Bestiale", per la precisione nel Choujin Avvoltoio. Tra i poteri ottenuti vi sono velocità, forza, vista e resistenza sovrumana, la capacità di comprendere il linguaggio degli uccelli e la possibilità di trasformasi dapprima completamente (tale forma è chiamata "Bestialità totale") o in parte in un essere simile ad un avvoltoio antropomorfo. Nella sua forma Bestiale può muoversi ad incredibile velocità, fare lunghi salti e generare delle ali per volare. Sembra che il suo corpo sia più leggero, implicando che le sue ossa diventano vuote come quelle di un uccello, anche se ciò comporta degli svantaggi, rischiando di danneggiarsi più facilmente. Inoltre, più tempo è in quella forma, più si stanca, perciò ha imparato a trasformarsi parzialmente e usare solo i poteri necessari alla situazione. Sostanzialmente è mite e goffo con le persone a cui non è vicino, spesso non sapendo cosa dire o come tenere una conversazione adeguata. Tuttavia, nel tempo la sua personalità è cambiata leggermente ma in modo evidente, acquisendo lo scopo di usare i suoi poteri per aiutare gli altri e cercando di costruire lentamente la sua autostima e individualità, al di fuori del suo rapporto con Azuma. Durante i combattimenti mostra un lato un po' intenso, risultando spaventoso verso amici e nemici. È molto empatico con gli altri ed è pronto a comprendere le loro circostanze, anche se in precedenza avevano cercato di ucciderlo. Il gruppo della Torre Omega che gli sta dando la caccia lo ha soprannominato "Bestia della Salvezza" e "Bestia della Preveggenza". A seguito degli eventi dell'Isola delle Bestie e della Torre del Lutto decide, dopo averne discusso con il padre e l'amico Shiozaki, di lasciare la città e di andare a combattere il crimine ad Iwato, la prefettura più pericolosa, sottoponendosi insieme al durissimo allenamento di Sato per diventare più forte.
Azuma Higashi (東 アズマ?, Higashi Azuma)
Giovane ed intelligente studente delle superiori, nonostante la bassa statura è incredibilmente forte, atletico ed eccelle nelle arti marziali del Judo e Karate, partecipa inoltre, contemporaneamente, alle squadre di calcio, basket e baseball della scuola. Il padre è un poliziotto di successo e gli ha trasmesso un forte senso della giustizia e il desiderio di aiutare sempre chi è in difficoltà. Proprio per questo non esita a proteggere Tokyo dai bulli quando erano più piccoli e da allora sono amici inseparabili. Insieme condividono l'obiettivo di combattere il crimine locale. Tuttavia dopo il risveglio come Choujin si scopre un lato nascosto della sua personalità, Azuma infatti si sente inferiore a Tokyo, consapevole che l'amico sarebbe migliore di lui se solo si impegnasse seriamente, per questo ha paura di finire un giorno lasciato indietro e superato, perdendo il ruolo di "eroe" di Tokyo e l'ammirazione che l'amico aveva per lui. Azuma, nonostante l'apparente calma e razionalità, ha una profonda paura di sbagliare e fallire, inoltre ha una tendenza ad un'eccessiva aggressività nel combattimento unita ad un fascino per la violenza e un'assenza di autocontrollo. Nonostante questo tiene molto all'amico Tokyo, con cui sente di potersi aprire, e non dimentica mai di scusarsi con chi ha ferito. A seguito degli eventi dell'Isola delle Bestie e della Torre del Lutto prosegue il suo percorso alla Yamato Mori e diventa un guardiano. La sua abilità come Choujin è legata al ferro, infatti può manipolare le manette che gli appaiono attorno ai polsi, trasformandole in lame, catene e persino in un'intera armatura. A seguito di un anno di addestramento è persino in grado di realizzare armi da fuoco, trappole e scudi. È in grado di manipolare il panno che gli ricopre la testa durante la trasformazione. Si è dimostrato in grado di comunicare con una iena almeno una volta prima di risvegliarsi come Choujin. Ha l'hobby di ritagliare e collezionare articoli di cronaca nera.
Ely Otta ((乙田 エリイ?, Otta Erī)
Giovane ragazza che viveva in un povero villaggio agricolo di campagna, insieme ai nonni, fuori Yamato. È una persona gentile, scherzosa, ottimista e molto determinata, è capace di decisioni rapide e risoluzione durante il combattimento, dimostrando una mente logica e calma anche nei momenti più difficili. Intelligente e laboriosa quando era ancora dai nonni ha progettato un metodo per migliorare la produzione agricola del villaggio, ha inoltre ampie conoscenze in tutti i campi dell'agricoltura. Ha il chiaro obiettivo di diventare ricca per far avverare i suoi sogni, senza tralasciare di combattere il crimine e rendere felici anche le persone attorno a lei. Vive seguendo l'idea che tutti gli essere viventi esistono prendendo in prestito dagli altri ma non ne è spaventata, ritenendo che un giorno sarà in grado di restituire tutto. Mentre viaggiava verso Yamato per una fiera agricola rimane vittima di un attacco di Chandra Hume ed ottiene i poteri del Choujin Fumo, è infatti in grado di manipolare il fuoco che emette dalle dita e piedi con grande precisione e può persino usarlo per volare. Si arruola come Custode apprendista alla Yamato Mori per ottenere una buona paga ed una licenza da Choujin. Salva senza esitazione Tokyo mentre veniva attaccato da un Choujin Serpente e da allora diventano buoni amici. In seguito al combattimento con Azuma si scopre un lato nascosto della sua personalità, infatti ha una grande paura di diventare un giorno come la madre, una temuta ladra al comando di una banda di trecento criminali, guidata dal desiderio di ricchezza e lusso, Ely tuttavia si ripromette di diventare una persona in grado di dare e non togliere. A seguito della battaglia sulle Isole delle Bestie, in cui si trova molto vicina alla morte, risveglia le sue reali abilità da Choujin ed involontariamente assorbe Chandra Hume e tutti i suoi poteri dentro di sé. Durante il confronto con Sora Siruha alla Torre Omega è l'unica del trio ad opporsi fermamente alla richiesta della donna di marchiare Tokyo, non fidandosi di una persona che considera così poco la vita altrui e non esita ad usarla per i suoi scopi. A seguito degli eventi dell'Isola delle Bestie e della Torre del Lutto prosegue il suo percorso alla Yamato Mori e diventa un guardiano. È un'abile guidatrice di trattori.

### Yamato Mori
Un'organizzazione sorta durante la guerra, composta da Choujin e rivolta ai Choujin. La sede di Yamato città garantisce la registrazione, serve da base operativa per combattere il crimine e funziona come scuola e rifugio per apprendisti dai sei ai venticinque anni. Qui i Choujin vengono classificati a livello A (che garantisce l'uso delle abilità per la ricerca e il miglioramento della società) oppure di livello B (che permette l'uso di abilità in casi in cui diventa inevitabile, per aiutare gli altri o per scariche spontanee legate allo stress).
Hoshi Sandek (星 サンダーク?, Hoshi Sandāku)
Choujin che lavora come istruttore alla Yamato Mori. Considera la felicità come una strada verso un obiettivo e ha fatto suo lo scopo di proteggere chi la percorre da persone che piegano o ignorano le regole ferendo gli altri, ritiene infatti che chi possiede un potere ha anche la responsabilità di controllare il potenziale di creare caos che ne deriva. Arriva in soccorso di Ely quando la ragazza era sotto attacco di Chandra Hume, un suo rivale da tempo, e la porta in salvo, introducendola alla Yamato Mori. Successivamente intervista lei e Tokyo all'inizio del loro percorso per diventare Choujin Guardiani, indagando le loro idee sul bene e il male, e su come sperano di ottenere un beneficio dalla loro vita. A seguito del risveglio come Choujin di Azuma si offre di prendere il ragazzo sotto la sua ala, riconoscendo il suo potere ma anche la scarsa capacità di controllo, oltre che per la somiglianza con suo fratello minore, che ha lasciato l'organizzazione. È una persona calma e serena, dalla corporatura ampia e muscolosa e con un particolare viso rettangolare dal mento spigoloso. Le sue abilità gli permettono di manipolare la gravità e le impiega per far levitare se stesso e molteplici oggetti. È riuscito ad affinare i suoi poteri al punto da poter creare un'esplosione che espande momentaneamente lo spazio ed il tempo, generando uno spazio iperdimensionale in cui può causare danni soltanto ai soggetti che vuole neutralizzare. Combatte indossando una bandana che gli ricopre il volto.
Simon Kagomura (籠村シモン?, Kagomura Shimon)
Choujin Spada che lavora come guardiano alla Yamato Mori. È convinto che il ruolo di un Choujin dovrebbe essere quello di proteggere i deboli e per questo è molto duro con Azuma dopo che questo ha perso il controllo, ritenendolo non adatto a lavorare come guardiano. Nonostante questo pensa che sia anche importante vivere per se stessi e il suo obiettivo rimane quello di vendicarsi contro il gruppo responsabile del massacro della sua famiglia e del clan Kagomura, una perdita che lo tormenta ancora. Taciturno e chiuso si rivela privo di esitazioni nel combattimento, in cui si trova meglio da solo o con qualcuno al suo stesso livello. Durante l'addestramento sulle Isole delle Bestie incoraggia Tokyo nel suo sogno di diventare un Choujin che aiuta il prossimo ricordandogli però di considerare anche la sua individualità. Le sue abilità come Choujin Spada, in grado di essere tramandate di generazione in generazione grazie a dei tatuaggi sono molteplici e di incredibile qualità: "First Blade: Loaned Sword" gli permette di creare varie spade dal nulla e di controllarle telepaticamente ("Duplicate" genera diverse copie delle spade e "Pierced Viscera - Heaven Set" genera una singola spada di diversi metri in grado di neutralizzare un Choujin Bestiale con un colpo), "Second Blade: Loaned Sword" è un'altra abilita ereditata ("Master Sword: Paralyze" genera dieci spade in grado di paralizzare i bersagli attraverso uno shock elettrico).
Maiko Momoma (百萬 マイコ?, Momoma Maiko)
Choujin Forza che lavora come guardiano alla Yamato Mori. Ha una corporatura robusta e muscolosa che gli permette di usare a pieno le sue abilità, ha infatti ereditato i geni da Choujin dal padre, ed è in grado di esercita una forza muscolare cento volte superiore a quella di una persona normale. È molto rilassata e gentile, preoccupandosi sempre del benessere degli altri e lavorando per salvare le persone, mettendo a rischio la sua vita sin da quando aveva dieci anni. Sogna di diventare un forte guardiano donna.
Ichiiro Sato (佐藤一郎?, Satō Ichirō)
Choujin che lavora alla Yamato Mori. È incaricato della gestione degli interrogatori, dei colloqui di routine con i Choujin registrati e dell'informazione interna. La sua abilità "Psycho Share" gli permette di trasmettere immagini mentali ed idee astratte, difficili da esprimere a parole, telepaticamente, e per potenziare la sua immaginazione si sottopone abitualmente ad ogni tipo di immagine. Si fa carico ogni anno di rendere coscienti le nuove reclute delle possibilità distruttive dei loro poteri proiettando visioni degli orrori della guerra causata da Quiem tra gli apprendisti, per cercare di prevenire la profezia di Mado. Dopo il risveglio di Azuma come Choujin nota, insieme a Hoshi, il suo potenziale ma anche la sua capacità di creare grande distruzione un giorno. Decide così di aiutarlo e durante l'allenamento sulle Isole delle Bestie gli insegna a migliorare il controllo sulle sue abilità cercando di definirle. Dichiara di detestare la violenza.
Tsukiko Mado (まど?, Mado)
Choujin che faceva parte della Yamato Mori negli anni a seguito della guerra contro Gerta. Aveva poteri oracolari superiori a quelli di Sora Siruha e predisse che un giorno sarebbe giunto un Choujin che avrebbe distrutto Yamato rendendo la regione una terra desolata. Prima di morire ha lasciato all'organizzazione un diario contenente le sue visioni.
Shadowl Shant (シャドルシャント?, Shadorushanto)
Choujin Oscurità che lavora come guardiano alla Nagamata Mori. È in grado di muoversi attraverso le ombre e su passi formati dall'ombra, inoltre può emettere una sostanza oscura che non si può attraversare. Assiste Ely nel suo addestramento per affinare il controllo del fumo e sviluppare una nuova mossa.
Roja Hachimaki (ロジャはちまき?, Ro ja hachimaki)
Choujin Rovo che lavora come guardiano alla Nagamata Mori. È in grado di rendere il suo corpo e tutto ciò che tocca spinoso al tatto e coperto di aculei resistenti ed affilati. Assiste Tokyo nel suo addestramento per imparare ad applicare "Beastification" a parti specifiche del corpo.

### Torre del Lutto
Un misterioso gruppo che risiede nell'imponente torre pendente che definisce il paesaggio di Yamato. Composto da decine di fedeli che venerano la figura della "Santa Madre" e da potenti ed esperti Choujin che eseguono i suoi ordini. Possiedono un'ampia quantità di risorse e denaro, tali da permettergli di assoldare diversi Choujin mercenari e coprire le loro tracce. Secondo Sora si sono rifugiati alla torre dopo la loro espulsione dalla Yamato Mori a causa delle differenze tra le visioni del futuro della suora e di Mado. Il loro obiettivo è di trovare un potente Choujin Bestiale, in grado di ricevere il marchio di Sora, per prevenire così la distruzione della regione a causa di un Choujin fuori controllo, secondo la visione della loro leader. Per raggiungere il loro scopo hanno prodotto il siero XEMBER, utilizzando il sangue della donna al loro comando, che permette di trasformare un normale umano in Choujin, garantendo parte dei poteri di Sora.
Sora Siruha (シルハソラ?, Shiruhasora)
Choujin nata circa 70 anni fa, era una suora. Durante una processione per commemorare i morti della guerra, il corteo che accompagnava viene attaccato direttamente da Quiem, un evento che lei aveva intravisto nei suoi sogni. Tuttavia la ragazza risulta l'unica sopravvissuta tra le centinaia di persone presenti, in quanto, dopo essere morta, si risveglia come Choujin. A seguito di questo episodio, e al rifiuto delle istituzioni del suo credo di agire, attraversa personalmente Yamato e chiama a raccolta tutti i Choujin del paese per formare un esercito ed opporsi a Gerta. Durante la guerra guida personalmente il Corpo dei Choujin Spada ed era soprannominata "Bestia Benedetta". Dopo il conflitto l'esercito verrà riorganizzato in quella che è oggi conosciuta come Yamato Mori. A seguito della battaglia sulle Isole delle Bestie si scopre che è ancora in vita ed è diventata la "Santa Madre", la figura venerata dal gruppo che risiede nella Torre Omega e a cui appartengono la Maschera Noh e Chandra Hume. Come afferma di fronte a Tokyo, Azuma ed Ely, ha avuto una visione di una catastrofe causata da un Choujin fuori controllo, che avrebbe distrutto la regione, rendendola inabitabile per centinaia di anni. Tuttavia a causa delle divergenze tra le sue profezie e quelle di Mado, verrà espulsa da Yamato Mori, trovando rifugio nella grande torre e decidendo di farsi chiamare Zora. Il suo obiettivo è quello di trovare un potente Choujin Bestiale, selezionandolo tra quelli prodotti utilizzando il suo sangue, per marchiarlo con il suo simbolo e completare i tasselli della sua profezia di salvezza. Quando era ancora giovane aveva due piccole croci bianche sotto l'occhio destro e nella sua forma Choujin un paio di ali angeliche. Appare attualmente nella forma di una donna alta diversi metri, conservando le ali ma con la testa rimpiazzata da un paio di gigantesche mani dotate di occhi. Anche se si trova in uno stato di debolezza, rispetto al suo massimo potenziale, si è dimostrata in grado di tenere testa a una dozzina di Choujin contemporaneamente. Possiede molteplici abilità come la telecinesi, la capacità di trasmettere immagini nella mente dei suoi obiettivi e comunicare telepaticamente, è inoltre in grado di manipolare grandi quantità di ferro, emettere fumo come Chandra e generare un'enorme falce simile a quelle che ottiene Tokyo nella sua forma "Chaos". Era il Choujin X della sua generazione.
Chandra Hume (チャンドラーヒューム?, Chandora hyūmu)
Choujin Fumo. Individuo particolarmente alto e magro, con gli occhi completamente bianchi. È uno dei seguaci della "Santa Madre" della Torre Omega e, come Choujin dalla grande forza ed esperienza, è in prima linea per eseguire i suoi ordini, infatti è alla ricerca di un potente Choujin Bestiale da portare a Sora per prevenire la sua visione, che vede Yamato distrutta e resa inabitabile. Il tratto più particolare della sua personalità è la facilità con cui perde la calma, diventa infatti aggressivo e violento anche per le cose più piccole, come quando ha distrutto l'aereo su cui viaggiava Ely perché la ragazza lo aveva annoiato o quando Yubiko lo aveva preso in giro. Durante un momento in cui stava per perdere coscienza, a seguito dello scontro con Ely e Tokyo, afferma di essere stanco, che tutti gli dicono che lavora troppo, che lui ha sempre dovuto fare tutto da solo e non vuole perdere la pazienza. Durante il combattimento con Tokyo perde così tanto il controllo da arrivare quasi ad uccidere il ragazzo che doveva catturare ed in preda al panico cerca successivamente di rianimarlo. A seguito della battaglia alla Torre Omega viene liberato da Zora, dopo che era stato assorbito da Ely, ma perde i suoi poteri e viene di conseguenza espulso dal gruppo. Il suo potere come Choujin gli permette di emettere grandi quantità di fumo e fiamme dalle dita e dai piedi e di manipolarlo con grande precisione. Può trasformarsi del tutto o in parte in una nuvola di fumo per volare, evitare gli attacchi e accecare gli avversari. Anche se normalmente mantiene le sue fiamme intorno ai 200 gradi Celsius, per non danneggiarsi troppo, quando entra in uno stato di "Chaos" possono raggiungere fino a 3000 gradi, superiori a quelli di un forno crematorio, carbonizzando qualsiasi cosa entri in contatto con lui. Anche se riconosce che le sue capacità si stanno indebolendo con l'età afferma che finché avrà una forte motivazione potrà compensarlo. Apprezza il lusso, come dimostra il suo costoso completo ed orologio ed il fatto che adora mangiare cibi raffinati e combattere in modo elegante, ma questo passa in secondo piano rispetto al desiderio di ricevere l'affetto della "Santa Madre", di cui è geloso, ed eseguire i suoi ordini. È un rivale di vecchia data di Hoshi Sandek e, dalla sua esperienza, ritiene che un buon Choujin debba essere persistente e dalla forte determinazione.
Maschera di Noh (能面?, Nōmen)
Individuo misterioso che indossa sempre una maschera Noh e che sta distribuendo un siero in grado di trasformare in Choujin tra la criminalità di Yamato. Il suo obiettivo, come Chandra Hume, è quello di trovare un potente Choujin Bestiale. Anche se la sua forma di Choujin e le sue abilità non possiedono attualmente un nome, si è dimostrato in grado di utilizzare molteplici poteri che appartengono a diversi Choujin, dopo aver cucito parte dei loro corpi sul proprio (ad esempio un'abilità che apparteneva ad un Choujin Spada, una in grado di teletrasportare oggetti attraversi buchi nel corpo, un'altra in grado di indurre allucinazioni attraverso delle falene, ed un altro che gli permette di manipolare la gravità), a seguito dei numerosi furti il suo corpo è ormai una fusione di molteplici parti di altre persone. Sembra far parte del gruppo responsabile dello sterminio del Clan Kagomura. Ha un particolare ossessione per il collezionismo e possiede diversi alias quali "Farmacista" e "Chimera". Durante il combattimento alla Torre Omega si scopre che in realtà il suo vero nome è Batista ed è il fratello minore di Sandek.

### Altri personaggi
Johnny Kiyoshi Takeyama (竹山ジョニーキヨシ?, Takeyama Jonī Kiyoshi)
Choujin Flessibile. Un teppista a cui Azuma spezza le braccia dopo che Tokyo lo nota importunare una ragazza. La maschera Noh si offre di guarirlo dalla ferita, offrendogli tre siringhe con un siero in grado di trasformare in Choujin. Dopo aver ottenuto l'abilità di trasformare il proprio corpo in una sostanza gommosa e flessibile, in grado di allungare gli arti ed evitare i colpi, cerca la sua vendetta su Azuma. Durante il combattimento, in cui ha la superiorità, perde il controllo ed uccide i suoi compagni involontariamente, spingendo inoltre Azuma e Tokyo ad iniettarsi le rimanenti siringhe che i delinquenti si erano portati dietro. Dopo essere stato sconfitto da Tokyo trasformato in Choujin viene ucciso definitivamente dalla Maschera Noh per coprire le sue tracce.
Nari Tsumuji (辻 ナリ?, Tsumuji Nari)
Choujin Serpente Bianco, viene incaricata di mettere alla prova, ed eventualmente rapire, Tokyo dalla Maschera Noh. Come Chouji Bestiale è in grado di trasformare parti del suo corpo in serpenti, e nella forma completa in un gigantesco serpente bianco dalla grande velocità e dalle scaglie resistenti, inoltre può comunicare con i serpenti. Dopo aver incontrato Tokyo allo zoo lo infetta con il suo veleno, in grado di uccidere in un'ora, e lo sottopone alla sua prova, per verificare il suo potenziale come Choujin. Viene rallentata da Ely accorsa in soccorso del ragazzo, ma solo l'intervento di Simon riesce a neutralizzarla. Viene catturata e portata alla Yamato Mori, dopo viene pesantemente interrogata da Sato. Spaventata dal rivelare che lavorava per la Maschera Noh fornisce soltanto l'ubicazione degli altri Choujin che erano stati mandati a rapire Tokyo dopo di lei. Circa un anno dopo riesce a fuggire e continua a causare distruzione seguendo gli ordini di Zora.
Tezuya Shiozaki (汐崎 テヅヤ?, Shiozaki Tezuya)
Choujin Affondatore. Giovane ragazzo che vive nella parte povera di Yamato, senza genitori e con due fratelli minori di cui farsi carico. Era un promettente lanciatore del club di baseball della scuola di Tokyo ma durante un'importante partita, a causa dell'enorme stress causato dal desiderio di salvare i suoi fratelli e guadagnare soldi, si trasforma improvvisamente in Choujin e viene squalificato dalla competizione. Nonostante la registrazione di livello A e l'essere diventato il protetto di Hoshi Sandek, la necessità di avere sempre più soldi lo porta ad aggregarsi ad una banda di criminali e ad aiutarli in rapine sempre più pericolose usando i suoi poteri illegalmente. Quando gli stessi criminali con cui lavorava lo picchiano, perché si rifiuta di fare un colpo troppo rischioso, si trasforma in Choujin e perde il controllo entrando in uno stato di "Chaos". Le sue abilità gli permettono di far cadere a terra qualsiasi cosa gli si avvicina, attraverso un campo di gravità, e di far sprofondare nel terreno qualsiasi cosa venga colpita dagli oggetti che lancia o colpisce, come se avessero acquisito una massa enorme. Dopo aver perso il controllo, rischiando quasi di rimanere intrappolato nella forma Choujin, aggredisce e neutralizza Ely, Momoma e Simon, ma viene finalmente sconfitto da Tokyo, che lo porta a credere di essere in una partita e a prendere al volo uno dei suoi stessi lanci, sprofondando così con questo. Quando si riprende ringrazia Tokyo e riflette sul fatto che tutto ciò che gli era successo erano conseguenze delle sue scelte, si ripromette così di vivere una vita onesta e di giocare a baseball con Tokyo quando lo incontrerà di nuovo.
Ririka Umezawa (梅澤りりか?, Umezawariri ka)
Choujin Ritaglio di Carta, viene assunta dalla Maschera Noh per catturare Tokyo dopo il fallimento di Nari. Indossa una mascherina per coprire le grandi cicatrici ai lati della bocca. Normalmente silenziosa e riservata, perde la calma e diventa di cattivo umore se perde la mascherina. Nonostante non ha desiderio di combattere se non quando necessario, invitando Azuma ad andarsene per non venire ucciso, non si fa neppure problemi a causare morti tra i civili per completare una missione. Come criminale ha preso parte ad oltre cento rapine ed ha organizzato un furto di cento milioni ad una banca. La sua abilità come Choujin è "Paper Trip" che le permette di trasformare qualsiasi cosa tocca (inclusa se stessa) in carta, e toccando l'oggetto una seconda volta, di nuovo nello stato originale. Un'altra abilità è "PaperMoon-October Queen" che fornisce alle forma di carta che ritaglia le qualità degli oggetti rappresentanti, come bombe o cani.
Ricardo Terror (リカルド・テラー?, Rikarudo terā)
Choujin Terrore, viene assunto dalla Maschera Noh per catturare Tokyo dopo il fallimento di Nari. Il suo volto comprende quattro tentacoli e quattro occhi. Ricardo è un Choujin ricercato e lavorava precedentemente come guardia del corpo per criminali e supporto alle incursioni. Dopo aver tradito un grande gruppo criminale di Yamato, ed aver ucciso tutti i suoi membri, si unisce a Ririka. Nonostante l'aspetto ha una personalità allegra, scherzosa e rilassata, dimostrandosi gentile sia verso Tokyo, anche se era suo ostaggio, che verso Ririka. La sua abilità come Choujin è "Ricardo Terror Night-Goodnight Papa" e gli permette di assumere temporaneamente la forma di ciò che spaventa di più il suo avversario, maggiore la paura del soggetto, più forte sarà la trasformazione, che potrà persino uccidere sul colpo a causa dello shock.
Yubiko (ユビコ?, Yubiko)
Choujin Corpo Mandala, viene ingaggiata dalla Maschera Noh per l'incursione alle Isole delle Bestie. La sua abilità gli permette di copiare ed estendere i suoi arti, in grande numero e con grande flessibilità. È molto capace nelle arti marziali ed adora combattere, a tal punto da smettere di pensare all'obiettivo della sua missione e rinunciare volontariamente alla sua umanità per ottenere uno stato di Chaos e vincere le sue battaglie. Ritiene che gli uomini veri vengano forgiati sul campo di battaglia e, rischiando la vita, diventando completamente diversi da coloro che contano solo sull'allenamento.
Hiroto Mori (森 博人?, Mori Hiroto)
Choujin Ringhio della Morte, viene ingaggiato dalla Maschera Noh per l'incursione alle Isole delle Bestie. La sua abilità "Infernal Concert" gli permette di manipolare le spoglie dei morti presenti nell'area attraverso la sua canzone, ed insieme a "Acoustic Blade: Voice Edge", con cui può emettere impulsi sonici che tagliano l'aria, si è dimostrato in grado di tenere sotto controllo tre Choujin professionisti. È in grado di utilizzare le vibrazioni per percepire lo spazio circostante a grandi distanze e con grande precisione.
Quiem McMann (クワイエム・マクマン?, Kuwaiemu makuman)
Choujin vissuto più di 70 anni fa, era il Capitano del Corpo Choujin della nazione di Gerta. Dopo aver guidato una ribellione contro il resto dell'esercito ottiene il controllo del paese, diventando il primo presidente Choujin. Annette le nazioni confinanti e fonda la Grande Nazione di Gerta, per poi continuare una feroce politica di espansione che porterà il resto del mondo in una guerra globale prima di venire assassinato dal Choujin Antitis. Nonostante l'altezza di quasi 3 metri e il suo definirsi il "Choujin della Guerra", ha mantenuto il segreto sul suo potere, uccidendo chiunque ne fosse a conoscenza. Progettava personalmente veicoli, munizioni ed ogni tipo di arma, ed era poi in grado di assumerne la forma. Secondo alcuni ricercatori, la sua esistenza ha accelerato i progressi della tecnologia militare di 70 anni. Provava piacere ad uccidere persone, anche innocenti, considerandole come prede. Sembrava inoltre provare un disprezzo particolare per il clero e Dio. Era il Choujin X della sua generazione.

## Manga

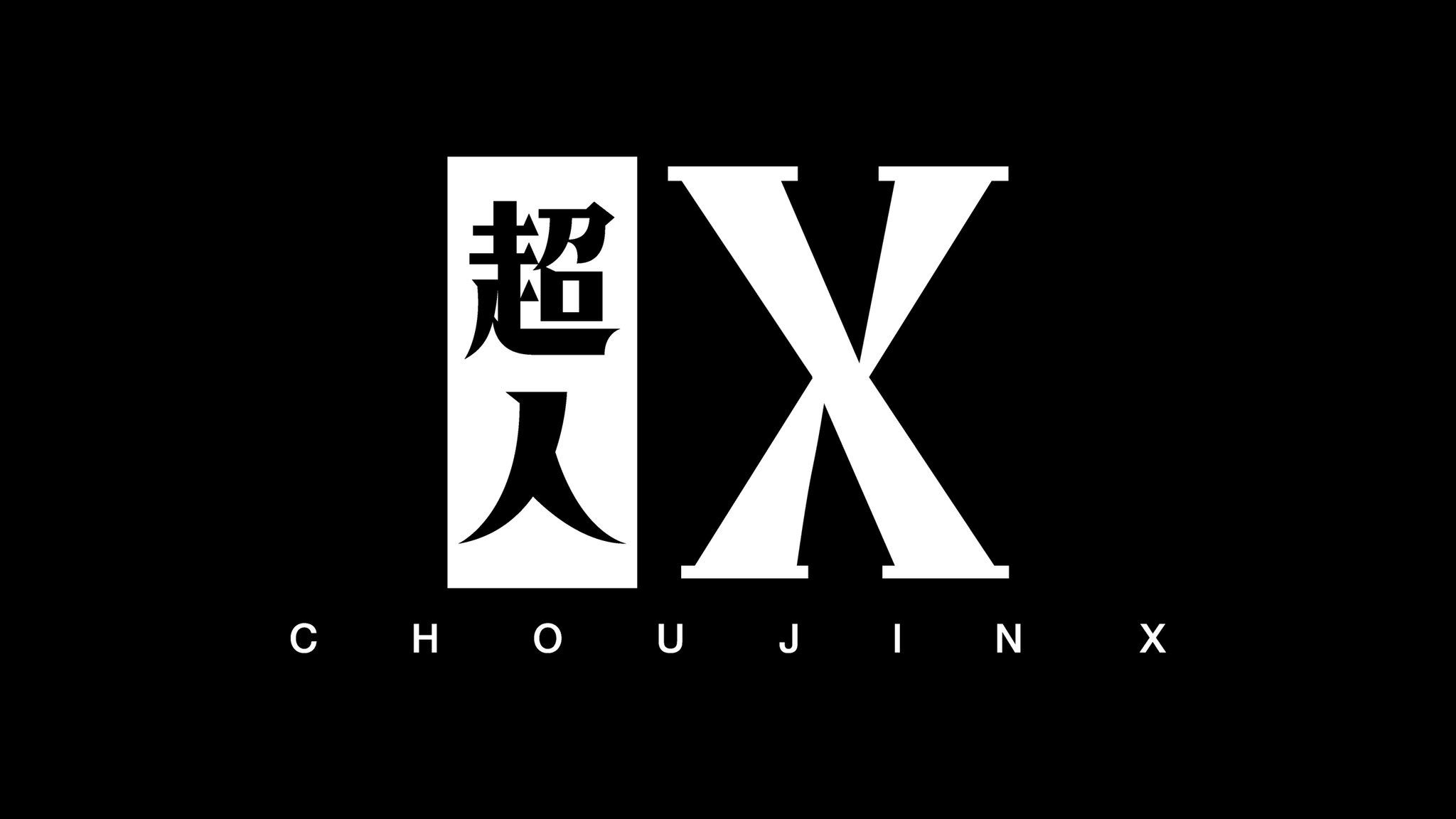
Logo del manga

Il manga, scritto e disegnato da Sui Ishida, viene mostrato per la prima volta a novembre 2020 tramite il suo account Twitter, annunciandone il titolo e mostrando le bozze di alcuni personaggi. L'8 maggio 2021 viene pubblicato il logo del manga.
L'opera inizia la pubblicazione il 10 maggio 2021 sulla rivista seinen Tonari no Young Jump di Shūeisha. La serie è stata serializzata dal 14 ottobre 2021 al 4 febbraio 2022 sulla rivista Weekly Young Jump mentre i capitoli successivi vengono pubblicati sul sito di Tonari no Young Jump.
La serie viene pubblicata contemporaneamente in lingua inglese sull'app della casa editrice Manga Plus. Viene inoltre confermato che il manga verrà pubblicato con cadenza irregolare, a seconda degli impegni dell'autore. Il primo volume tankōbon è stato pubblicato il 17 dicembre 2021.
In Italia la serie è stata annunciata durante il Lucca Comics & Games 2022 da Edizioni BD che la pubblica sotto l'etichetta J-Pop dal 1º marzo 2023. La traduzione dei testi è curata da Carlotta Spiga.

### Volumi
| 1  | 17 dicembre 2021 | ISBN 978-4-08-892166-2 | 1º marzo 2023    | ISBN 978-88-349-1240-9 |
| 1  | Capitoli - 1. Behold the man (Behold the Man?) - 2. Nessuna connessione! I due Choujin (交わらず！ふたりの超人?, Majiwarazu! Futari no Chōjin) - 3. stand by the west (Stand by The West?) - 4. 14 giugno / innocent world (6月14日 / innocent world?, Rokugatsu jūyon-nichi / Innocent World) - 5. 44 (44?) - 6. FIRST APOSTASY (First Apostasy?)                                                                       |                        |                  |                        |
| 2  | 17 dicembre 2021 | ISBN 978-4-08-892167-9 | 26 aprile 2023   | ISBN 978-88-349-1916-3 |
| 2  | Capitoli - 7. broiler (Broiler?) - 8. My Benefit (My Benefit?) - 9. SINKER 1 GROUNDER (SINKER① ゴロボーイ?, SINKER 1 Goro Bōi) - 10. SINKER 2 Dead Ball (SINKER② Dead Ball?) - 11. SINKER 3 Night game (SINKER③ Night game?) - 12. SINKER 4 Bench warmer (SINKER④ Bench warmer?) - 13. SINKER 5 pinch hitter (SINKER⑤ Pinch hitter?) - 14. SINKER 6 sayonara (SINKER⑥ Sayonara?) - 15. FLY (FLY?)                        |                        |                  |                        |
| 3  | 18 maggio 2022 | ISBN 978-4-08-892318-5 | 28 giugno 2023   | ISBN 978-88-349-2073-2 |
| 3  | Capitoli - 16. Chicken and Dog (Chicken and Dog?) - 17. Pack! Pack! (Pack! Pack!?) - 18. Hip hip urrà! (ヤンヤヤンヤでドッコイショ?, Yan'yayan'ya de dokkoisho) - 19. Paper Trip (Paper Trip?) - 20. Moonbeast (ムーンビースト?, Mūn Bīsuto) - 21. A Cloaker (A Cloaker?) |                        |                  |                        |
| 4  | 16 settembre 2022 | ISBN 978-4-08-892458-8 | 6 settembre 2023 | ISBN 978-88-349-2150-0 |
| 4  | Capitoli - 22. Braccio di ferro (Arm Wrestling?) - 23. Q.E.F. (Q.E.F.?) - 24. exceeds (exceeds?) - 25. Vision (Vision?) - 26. Estate sull'isola delle bestie (夏の獣島?, Natsu no kemono shima) - 27. Branch training (ブランチトレーニング?, Buranchi torēningu) |                        |                  |                        |
| 5  | 19 gennaio 2023 | ISBN 978-4-08-892573-8 | 15 novembre 2023 | ISBN 978-88-349-1298-0 |
| 5  | Capitoli - 28. festivo (Festivo?) - 29. Black show introduction (ブラックショー・イントロダクション?, Burakku Shō Intorodakushon) - 30. Chaosy (混沌化?, Konton-ka) - 31. Spirale/Rasen (螺旋/Rasen?, Rasen/Rasen) - 32. La torre del lutto (弔いの塔 ?, Tomurai no tō) - 33. zora (zora?) |                        |                  |                        |
| 6  | 19 maggio 2023 | ISBN 978-4-08-892691-9 | 31 gennaio 2024  | ISBN 978-88-349-2385-6 |
| 6  | Capitoli - 34. I Got 2 know (I Got 2 know?) - 35. 2º anno di liceo (高２?, Kō 2) - 36. Who are you (Who are you?) |                        |                  |                        |
| 7  | 19 settembre 2023 | ISBN 978-4-08-892792-3 | 27 marzo 2024    | ISBN 978-88-349-2486-0 |
| 7  | Capitoli - 37. On the turn (On the turn?) - 38. Oppio (阿片?, Ahen) - 39. Mentre dormi (あなたが眠るころに?, Anata ga nemuru koro ni) - 40. Dose me, dose me (Dose me, dose me?) |                        |                  |                        |
| 8  | 19 dicembre 2023 | ISBN 978-4-08-893018-3 | 22 maggio 2024   | ISBN 978-88-349-2671-0 |
| 8  | Capitoli - 41. Iena Parte 1 (ハイエナ?, Haiena) - 41. Iena Parte 2 (ハイエナ?, Haiena) - 42. Spazio chiuso (閉鎖空間?, Heisa kūkan) - 43. Nude (nude?) |                        |                  |                        |
| 9  | 18 aprile 2024 | ISBN 978-4-08-893219-4 | 28 agosto 2024   | ISBN 978-88-349-2898-1 |
| 9  | Capitoli - 44. Benedizione del sangue (血の祝福?, Chi no shukufuku) - 45. Il mondo dopo la morte (しごのせかい?, Shi go nose kai) - 46. Playing card (プレイング・カード?, Pureingu Kādo) - 47. Il nostro rischio (わたしたちのリスク?, Watashi-tachi no Risuku) - 48. Harvester (Harvester?) - 49. Gli eventi fino ad agosto 1999 (1999年八月までのこと?, 1999-Nen hachigatsu made no koto)                             |                        |                  |                        |
| 10 | 18 luglio 2024 | ISBN 978-4-08-893269-9 | 31 dicembre 2024 | ISBN 978-88-349-3085-4 |
| 10 | Capitoli - 50. Gli eventi successivi al dicembre 1999 (1999年十二月からのこと?, 1999-Nen jūnigatsu kara no koto) - 51. Fragment (フラグメント?, Furagumento) - 52. La battaglia contro Zora -Barricata- (ゾラ討伐 〜廓〜?, Zora tōbatsu 〜Kuruwa〜) |                        |                  |                        |
| 11 | 19 novembre 2024 | ISBN 978-4-08-893428-0 | 30 aprile 2025   | ISBN 978-88-349-3312-1 |
| 11 | Capitoli - 53. Vassoio / then (膳/then?, Zen/then) - 54. La battaglia contro Zora - Avamposto (ゾラ討伐〜前哨〜?, Zora tōbatsu 〜Zenshō〜) - 55. Nebbia 1 (靄/I?, Moya/I) - 56. La battaglia contro Zora - Muro di pietra (ゾラ討伐 〜石垣〜?, Zora Tōbatsu 〜Ishigaki〜) - 57. La battaglia contro Zora - Ponte levatoio (ゾラ討伐 〜桔橋〜?, Zora Tōbatsu 〜Hanebashi〜) - 58. Richiesta / cue (ゾ求/cue?, Motome/cue) |                        |                  |                        |
| 12 | 17 aprile 2025 | ISBN 978-4-08-893571-3 | ottobre 2025     | ISBN 978-88-349-3678-8 |
| 12 | Capitoli (traduzioni letterali dei titoli) - 59. Vuoto (から?, Kara) - 60. Alla fine del pellegrinaggio (巡礼路の終わりに?, Junrei-ji no owari ni) - 61. Go to the future (Go to the future?) |                        |                  |                        |
| 13 | 19 agosto 2025 | ISBN 978-4-08-893786-1 | —                | —                      |
| 13 | Capitoli (traduzioni letterali dei titoli) - 62. Stripped (Stripped?) - 63. Ascolta il pianto del neonato (産声をきく?, Ubugoe o kiku) - 64. Not you anymore (Not you anymore?) |                        |                  |                        |

#### Capitoli non ancora in formatotankōbon
Questa lista è suscettibile di variazioni e potrebbe essere incompleta o non aggiornata.

- 65. Happy Ending (ハッピーエンド?, Happī Endo)
- 66. 400km2 (400㎢?)

## Accoglienza
Il primo e il secondo volume hanno venduto rispettivamente 33 113 e 29 852 copie stimate nella loro prima settimana di uscita; nella seconda settimana invece hanno raggiunto rispettivamente le 40 141 e 36 085 copie.
Il 27 dicembre 2022 è stato annunciato, tramite l'account Twitter dell'autore, che la serie ha raggiunto un milione di copie in circolazione (prima dell'uscita del volume 5)
Il 14 settembre 2023 è stato annunciato, tramite l'account Twitter della rivista Tonari no Young Jump, che la serie ha raggiunto un milione e quattrocentomila copie in circolazione (prima dell'uscita del volume 7)